# Observatorul din Marsilia
Observatorul din Marsilia este un observator astronomic profesionist situat la Marsilia (Bouches-du-Rhône), a cărei origine se află la începutul secolului al XVIII-lea. Observatorul din Marsilia a fost regrupat în 2000 cu Laboratoire d'astronomie spatiale (LAS, în română: „Laboratorul de Astronomie Spațială”) pentru a forma Laboratoire d'astrophysique de Marseille (LAM, în română: „Laboratorul de Astrofizică din Marsilia”).